# Galeruca pomonae
Galeruca pomonae је врста тврдокрилца из породице буба листара (Chrysomelidae).

## Опис
Одрасли инсекти су дуги 7–12 mm и имају неку нијансу смеђе, која у екстрему може бити црна. Покрилца имају мноштво рупица и изражено су ребраста. Имају и мало финих длачица, а на крају су заобљена.

## Распрострањење
Ова врста живи у целој Европи, а има је и у Азији. Налажена је у свим крајевима Србије, мада не често.